# Mistrzostwa Europy w Pływaniu 1947
VI Mistrzostwa Europy w Pływaniu odbyły się w Monte Carlo w Księstwie Monako w dniach 10-14 września 1947 roku. Rozegrano zawody w jedenastu konkurencjach pływackich, czterech konkurencjach skoków do wody i turniej piłki wodnej. Klasyfikację medalową wygrała reprezentacja Francji.

## Tabela medalowa
| Miejsce | Państwo         | Złoto | Srebro | Brąz | Razem |
| ------- | --------------- | ----- | ------ | ---- | ----- |
| 1.      | Francja         | 6     | 1      | 1    | 8     |
| 2.      | Dania           | 5     | 0      | 1    | 6     |
| 3.      | Węgry           | 1     | 5      | 4    | 10    |
| 4.      | Szwecja         | 1     | 4      | 0    | 5     |
| 5.      | Holandia        | 1     | 2      | 2    | 5     |
| 5.      | Wielka Brytania | 1     | 2      | 2    | 5     |
| 7.      | Włochy          | 1     | 0      | 0    | 1     |
| 8.      | Austria         | 0     | 1      | 1    | 2     |
| 8.      | Jugosławia      | 0     | 1      | 1    | 2     |
| 10.     | Belgia          | 0     | 0      | 2    | 2     |
| 10.     | Czechosłowacja  | 0     | 0      | 2    | 2     |
| Razem   | Razem           | 16    | 16     | 16   | 48    |

## Wyniki

### Pływanie
Mężczyźni
| Konkurencja:                          | Złoto:                                                                      | Czas    | Srebro:                                                                   | Czas    | Brąz:                                                          | Czas    |
| 100 m stylem dowolnym (szczegóły)     | Alexandre Jany                                                              | 56,9    | Per-Olof Olsson                                                           | 58,8    | Elemér Szatmári                                                | 59,6    |
| 400 m stylem dowolnym (szczegóły)     | Alexandre Jany                                                              | 4:35,2  | György Mitró                                                              | 4:50,4  | Miroslav Bartůšek                                              | 4:51,4  |
| 1500 m stylem dowolnym (szczegóły)    | György Mitró                                                                | 19:28,0 | Ferenc Vörös                                                              | 20:07,0 | Marijan Stipetić                                               | 20:08,5 |
| 100 m stylem grzbietowym (szczegóły)  | Georges Vallerey                                                            | 1:07,6  | Gyula Válent                                                              | 1:10,5  | Jiří Kovář                                                     | 1:10,5  |
| 200 m stylem klasycznym (szczegóły)   | Royston Romain                                                              | 2:40,1  | Antun Cerer                                                               | 2:41,6  | Sándor Németh                                                  | 2:46,2  |
| 4 x 200 m stylem dowolnym (szczegóły) | Szwecja Per-Olof Olsson · Martin Lundén · Per-Olof Östrand · Olle Johansson | 9:00,5  | Francja Alexandre Jany · Charles Babey · Georges Vallerey · Jean Vallerey | 9:00,7  | Węgry Imre Nyéki · Géza Kádas · György Mitró · Elemér Szatmári | 9:01,0  |

Kobiety
| Konkurencja:                          | Złoto:                                                                 | Czas   | Srebro:                                                                                               | Czas   | Brąz:                                                                                 | Czas   |
| 100 m stylem dowolnym (szczegóły)     | Fritze Carstensen                                                      | 1:07,8 | Hannie Termeulen                                                                                      | 1:08,1 | Greta Andersen                                                                        | 1:08,3 |
| 400 m stylem dowolnym (szczegóły)     | Karen Harup                                                            | 5:18,2 | Catherine Gibson                                                                                      | 5:19,8 | Fernande Caroen                                                                       | 5:20,9 |
| 100 m stylem grzbietowym (szczegóły)  | Karen Harup                                                            | 1:15,9 | Catherine Gibson                                                                                      | 1:16,5 | Irene van Feggelen                                                                    | 1:18,0 |
| 200 m stylem klasycznym (szczegóły)   | Nel van Vliet                                                          | 2:56,6 | Éva Székely                                                                                           | 2:57,9 | Jannie de Groot                                                                       | 3:00,5 |
| 4 x 100 m stylem dowolnym (szczegóły) | Dania Elvi Svendsen · Karen Harup · Greta Andersen · Fritze Carstensen | 4:32,3 | Holandia Margot Marsman · Irma Heijting-Schuhmacher · Marie-Louise Linssen-Vaessen · Hannie Termeulen | 4:36,0 | Wielka Brytania Catherine Gibson · Lillian Preece · Nancy Riach · Margaret Wellington | 4:37,1 |

### Skoki do wody
Mężczyźni
| Konkurencja:                       | Złoto:              | Wynik  | Srebro:           | Wynik  | Brąz:          | Wynik  |
| Skoki z trampoliny 3 m (szczegóły) | Roger Heinkelé      | 126,71 | Swante Johansson  | 118,88 | László Hidvégi | 114,50 |
| Skoki z wieży 10 m (szczegóły)     | Thomas Christiansen | 105,55 | Lennart Brunnhage | 98,85  | Louis Marchant | 95,32  |

Kobiety
| Konkurencja:                       | Złoto:                       | Wynik  | Srebro:         | Wynik | Brąz:            | Wynik |
| Skoki z trampoliny 3 m (szczegóły) | Marie-Madeleine Moreau       | 100,43 | Alma Staudinger | 90,67 | Jeannette Aubert | 86,78 |
| Skoki z wieży 10 m (szczegóły)     | Nicole Péllissard-Darrigrand | 60,03  | Eileen Szagot   | 58,96 | Alma Staudinger  | 58,02 |

### Piłka wodna
| Konkurencja:                 | Złoto: | Srebro: | Brąz:  |
| Turniej mężczyzn (szczegóły) | Włochy | Szwecja | Belgia |